# Вердехо
Вердехо (исп. Verdejo, то есть «зеленоватый») — сорт винограда, используемый для изготовления белых вин на западе Испании, особенно в винодельческих районах Руэда и Торо. Зрелые ягоды обладают лёгким травянистым ароматом, в котором иногда выделяют ноты фенхеля и лаврового листа. Популярность сорта растёт: только за период с 2004 по 2020 годы занимаемые им площади выросли более чем вчетверо.

## История и распространение
По предварительным данным генетиков, возник в Северной Африке в результате скрещивания сортов Саваньен и Кастельяна. Вероятно, занесён на Пиренейский полуостров маврами уже в XI веке.
Все виноградники в окрестностях поселения Руэда были отданы под вердехо ещё в XVIII веке, однако после нашествия филлоксеры и замены поражённых ею лоз более урожайными сортами вердехо к середине XX века практически перестал возделываться.

В 1972 году ведущий риоханский производитель Marqués de Riscal при консультативном содействии всемирно известного энолога Эмиля Пейно принялся вновь засаживать виноградники Руэды лозами вердехо. 

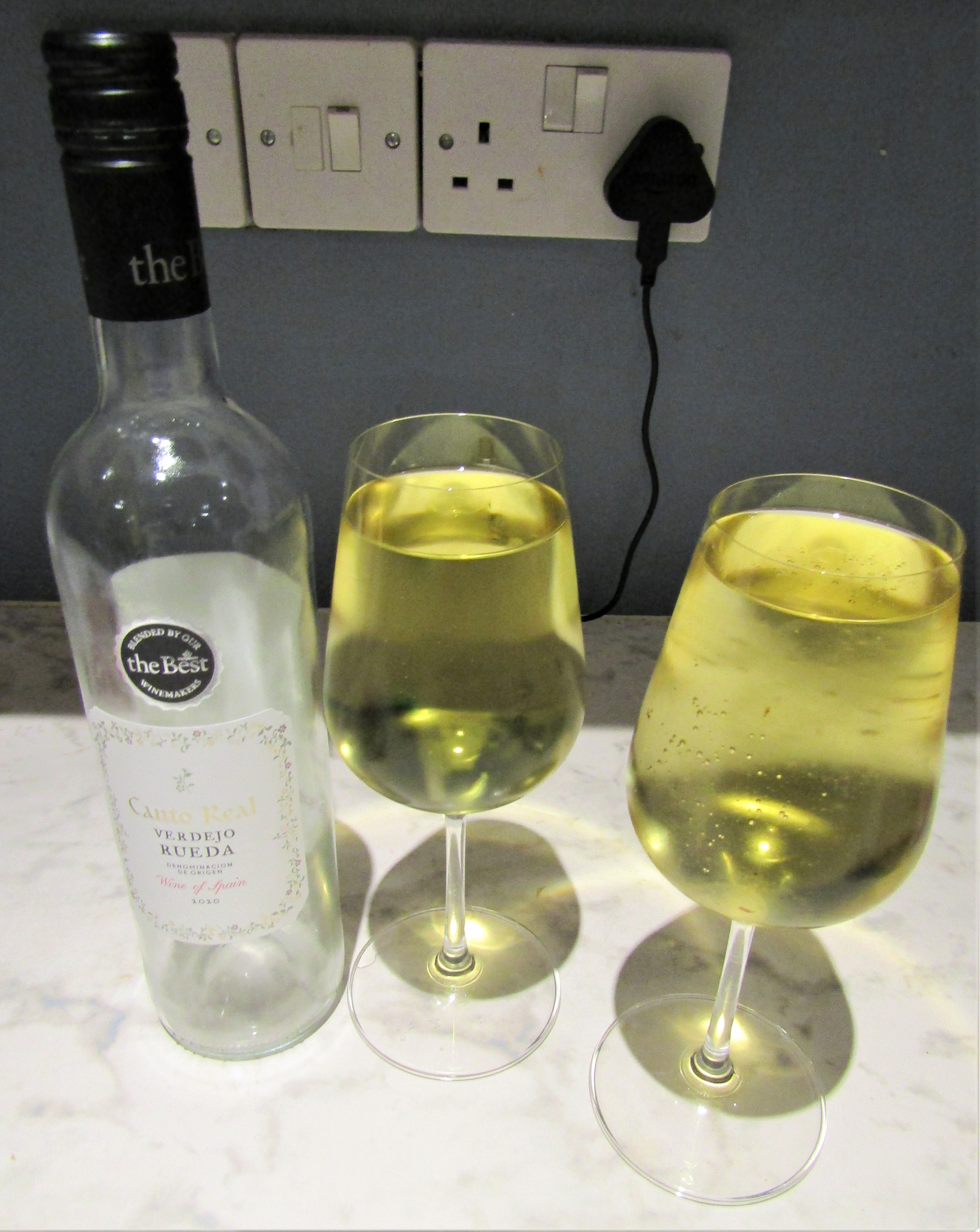
Белое вино Руэды на 100% состоит из вердехо

Белые вина Руэды получили признание не только в Испании, но и за её пределами. В 2017 году в этом аппелласьоне было собрано 108 812 763 кг винограда, 87% которого пришлось на вердехо.

## Сельскохозяйственные характеристики
Сила роста лозы сильная. Лист средний, пятилопастной, реже трехлопастной. Нижняя поверхность листа почти не покрыта опушением. Цветок обоеполый. Гроздь средняя или мелкая. Ягоды средней величины, округлые, жёлто-зелёные. Урожайность этого сорта винограда сильно зависит от условий. Относится к сортам позднего периода созревания.
Виноградари Руэды обычно собирают урожай сентябрьскими ночами, когда температура воздуха опускается до 10–15 °C (тогда как днём она может составлять 28–30 °C). Таким образом уменьшается оксидация, виноград лучше сохраняет свои органолептические свойства, а выжатый из него сок не темнеет.

## Виноделие
Вина из вердехо не обладают выраженным букетом, соответственно не выдерживаются в барриках и обычно употребляются молодыми. Наиболее «продвинутые» производители предпочитают продолжительную выдержку на осадке (в том числе в тинахе — глиняной амфоре), которая акцентирует аромат и особенно вкус вина. В плане гастрономического сопровождения сортовые вина весьма универсальны. Жозе Вуйямо считает некоторые сортовые вина способными к долгому созреванию.